# Kreuzgrube
Kreuzgrube ist eine Wüstung auf dem Gemeindegebiet von Stockheim im Landkreis Kronach (Oberfranken, Bayern).

## Geographie
Die Einöde lag auf einer Höhe von 443 m ü. NHN in direkter Nachbarschaft zur Sanct Wolfgangsgrube an der Grenze zu Thüringen. Im Osten grenzte eine Kohlengrube an, „District IV. Spitzberg“ genannt. Im Nordosten befand sich die bewaldete Anhöhe Spitzberg (483 m ü. NHN). Ein Weg führte nach Stockheim (1,1 km südöstlich).

## Geschichte
Gegen Ende des 18. Jahrhunderts wurde die Kreuzgrube vom bambergischen Bergamt Kronach verwaltet.
Mit dem Gemeindeedikt wurde Kreuzgrube dem 1808 gebildeten Steuerdistrikt Stockheim und der 1818 gebildeten Ruralgemeinde Stockheim zugewiesen.

### Einwohnerentwicklung
| Jahr      | 001818 | 001861 | 001871 | 001885 | 001900 |
| Einwohner |        | 6      | 4      | 9 *    | 14     |
| Häuser    | 1      |        |        | 2 *    | 1      |
| Quelle    | [ 3 ]  | [ 5 ]  | [ 6 ]  | [ 7 ]  | [ 8 ]  |

## Religion
Der Ort war katholisch geprägt und nach St. Katharina (Neukenroth) gepfarrt.

## Weblink
- Kreuzgrube in der Ortsdatenbank des bavarikon, abgerufen am 20. August 2021.